# 静内郵便局
静内郵便局（しずないゆうびんきょく）は北海道日高郡新ひだか町にある郵便局。民営化前の分類では集配普通郵便局であった。

## 概要
住所：〒056-8799 北海道日高郡新ひだか町静内御幸町2-2-2
民営化直前の集配業務再編において、多くの集配普通郵便局は統括センターとなったが、当局は配達センターとされたため、民営化後も郵便事業株式会社の支店は併設されず、集配センターが併設された。

## 沿革
- 1874年（明治7年） - 下下方（しもげほう）郵便取扱所として開設[1]。
- 1875年（明治8年）1月1日 - 下下方郵便局（五等）として開設。
- 1889年（明治22年）5月16日 - 下下方郵便電信局となる。
- 1891年（明治24年）7月16日 - 為替・貯金取扱を開始。
- 1903年（明治36年）4月1日 - 通信官署官制の施行に伴い下下方郵便局となる。
- 19xx年 - 静内郵便局に改称。
- 1954年（昭和29年）7月1日 - 電気通信業務の取扱を静内電報電話局に移管[2]。
- 1966年（昭和41年）10月1日 - 特定郵便局から普通郵便局に局種別改定。
- 1982年（昭和57年）12月19日 - 静内御幸簡易郵便局の廃止に伴い、取扱事務を承継。
- 1999年（平成11年）11月8日 - 静内町本町二丁目3-25から同町御幸町二丁目2-2に移転。
- 2000年（平成12年）8月14日 - 外国通貨の両替および旅行小切手の売買に関する業務取扱を開始。
- 2006年（平成18年）9月19日 - 御園郵便局および東静内郵便局から集配業務を移管[3]。
- 2007年（平成19年）3月19日 - 新冠郵便局から集配業務を移管[4]。
- 2007年（平成19年）10月1日 - 民営化に伴い、併設された郵便事業苫小牧支店静内集配センターに一部業務を移管。
- 2012年（平成24年）10月1日 - 日本郵便株式会社の発足に伴い、郵便事業苫小牧支店静内集配センターを静内郵便局に統合。
- 2016年（平成28年）4月1日 - 単独マネジメント局移行に伴い、苫小牧郵便局の管轄から静内郵便局の単独管轄に移行（ただし旧郵便事業支店のように「ゆうゆう窓口」は復活せず、再配達や集荷の依頼は引き続き苫小牧郵便局経由となる）。

## 取扱内容
- 郵便、印紙、ゆうパック、内容証明
- 貯金、為替、振替、振込、国際送金、外貨両替・トラベラーズチェック、国債、投資信託
- 生命保険、バイク自賠責保険、自動車保険、がん保険、引受条件緩和型医療保険
- ゆうちょ銀行ATM
- 日高郡新ひだか町（旧静内町エリアのみ）内および新冠郡新冠町内の一部地域の集配業務

## 周辺
- 新ひだか町役場
- 北海道静内高等学校
- 静内川

## アクセス
- JR日高本線 静内駅から北東へ約700m（徒歩約8分）
- 道南バス 高校通停留所下車
- 国道235号沿い
- 駐車場あり：11台